# Pātakht-e Yek
Pātakht-e Yek (persiska: پاتخت يک) är en ort i Iran.   Den ligger i provinsen Lorestan, i den västra delen av landet, 400 km sydväst om huvudstaden Teheran. Pātakht-e Yek ligger 1 519 meter över havet och antalet invånare är 111.
Terrängen runt Pātakht-e Yek är huvudsakligen kuperad, men söderut är den bergig. Pātakht-e Yek ligger nere i en dal.Runt Pātakht-e Yek är det ganska tätbefolkat, med 72 invånare per kvadratkilometer. Närmaste större samhälle är Tappeh Dār, 1,4 km nordväst om Pātakht-e Yek. Trakten runt Pātakht-e Yek består i huvudsak av gräsmarker.